# Robert Waring Darwin
Robert Waring Darwin ( * Newark, Lincolnshire 17 de octubre de 1724 – Elston, Nottinghamshire, 4 de noviembre de 1816) fue un botánico británico.
Era hijo de Robert Darwin of Elston (1682-1754), un abogado, y de Elizabeth Hill (1702-1797). Nunca se casó ni tuvo hijos, mas su sobrino el Dr. Robert Waring Darwin, hijo de Erasmus y padre del sabio Charles Darwin, tomó su apelativo, y no deben confundirse.
En 1787 publica Principia Botanica (título completo: Principia Botanica or, a Concise and Easy Introduction to the Sexual Botany of Linnaeus), y en 1788, una introducción al sistema de taxonomía de Linneo. Su famoso sobrino nieto Charles anota, en su autobiografía (en inglés):
El mayor de Robert, bautizado Robert Waring, le sucedió en el estate de Elston, y falleció allí a la edad de noventa y dos, siendo soltero. Tenía un fuerte gusto por la poesía, como su más joven hermano Erasmus, e infiero del más tarde escrito y dedicado volumen manuscrito de poemas juveniles a él, con las palabras, "Por aquellos ejemplos y acondicionamientos de mi mente fui directamente al estudio de la poética en mis más tempranos años". Los dos hermanos también tuvieron correspondencia en verso. Robert también cultivó la botánica, y, cuando ya era anciano, publicó su Principia Botanica. Este texto manuscrito estaba bellamente redactado, y mi padre [Dr. R.W. Darwin] declaró que creía que sería publicado pues su viejo tío no toleraría que tal fina caligrafía se estropeara. Per, más allá de estas trivialidades, la obra contenía muchas curiosas notas sobre biología — una temática ampliamente negada en Inglaterra en el último siglo. El público, apreció tal libro, y la copia en mi posesión es de la tercera edición.
- La abreviatura «R.W.Darwin» se emplea para indicar a Robert Waring Darwin como autoridad en la descripción y clasificación científica de los vegetales.[2]